# Пасјак (Матуљи)
Пасјак (итaл. Passiaco) је насељено место у саставу општине Матуљи у Приморско-горанској жупанији, Република Хрватска.

## Географија
Пасјак се налази на крашкој висоравни на путу Ријека - Трст, 4 км удаљен од суседног Старода у Словенији.

## Историја
Пасјак је био јаподско-келтски каштељер (градина) где се у 3. веку подиже касноантички каструм на римском путу Трст - Ријека. Претпоставља се да је то Ад Титолос који се спомиње као прва одморишна станица из правца Ријеке. 
До територијалне реорганизације у Хрватској насеље се налазило у саставу старе општине Опатија.

## Становништво
На попису становништва 2011. године, Пасјак је имао 140 становника..
| Бpoj cтaнoвникa пo пoпиcимa | Бpoj cтaнoвникa пo пoпиcимa | Бpoj cтaнoвникa пo пoпиcимa | Бpoj cтaнoвникa пo пoпиcимa | Бpoj cтaнoвникa пo пoпиcимa | Бpoj cтaнoвникa пo пoпиcимa | Бpoj cтaнoвникa пo пoпиcимa | Бpoj cтaнoвникa пo пoпиcимa | Бpoj cтaнoвникa пo пoпиcимa | Бpoj cтaнoвникa пo пoпиcимa | Бpoj cтaнoвникa пo пoпиcимa | Бpoj cтaнoвникa пo пoпиcимa | Бpoj cтaнoвникa пo пoпиcимa | Бpoj cтaнoвникa пo пoпиcимa | Бpoj cтaнoвникa пo пoпиcимa | Бpoj cтaнoвникa пo пoпиcимa |
| --------------------------- | --------------------------- | --------------------------- | --------------------------- | --------------------------- | --------------------------- | --------------------------- | --------------------------- | --------------------------- | --------------------------- | --------------------------- | --------------------------- | --------------------------- | --------------------------- | --------------------------- | --------------------------- |
| 1857                        | 1869                        | 1880                        | 1890                        | 1900                        | 1910                        | 1921                        | 1931                        | 1948                        | 1953                        | 1961                        | 1971                        | 1981                        | 1991                        | 2001                        | 2011                        |
| 288                         | 325                         | 319                         | 362                         | 363                         | 327                         | 324                         | 301                         | 275                         | 223                         | 262                         | 210                         | 177                         | 172                         | 146                         | 140                         |

###### Eтничкa пpипaднocт
| Popis 1991.  | Popis 1991.  | Popis 1991. | Popis 1991. | Popis 1991. |
| ------------ | ------------ | ----------- | ----------- | ----------- |
|              |              |             |             |             |
| Xpвaти       | Xpвaти       |             | 143         | 83,13%      |
| Cлoвeнци     | Cлoвeнци     |             | 19          | 11,04%      |
| Бoшњaци      | Бoшњaци      |             | 6           | 3,48%       |
| Итaлијaни    | Итaлијaни    |             | 1           | 0,58%       |
| Cpби         | Cpби         |             | 1           | 0,58%       |
| нeoпpeдeљeни | нeoпpeдeљeни |             | 2           | 1,16%       |
| yкyпнo: 172  |              |             |             |             |